# Kudłatka olbrzymia
Kudłatka olbrzymia, kudłatka parahybańska,  ptasznik olbrzymi (Lasiodora parahybana) – gatunek pająka z rodziny ptasznikowatych. Endemiczny dla wschodniej Brazylii. Zasiedla Mata Atlântica oraz obszary lesiste w obrębie caatingi. Osiągając do 10 cm długości ciała i do 30 cm rozpiętości odnóży należy do największych pająków.

## Taksonomia
|  | L. franciscana |
|  |                |
|  | L. sertaneja   |
|  |                |

|  | L. subcanens  |
|  |               |
|  | L. camurujipe |
|  |               |

|  | L. franciscana |
|  |                |
|  | L. sertaneja   |
|  |                |

|  | L. subcanens  |
|  |               |
|  | L. camurujipe |
|  |               |

|  | L. franciscana |
|  |                |
|  | L. sertaneja   |
|  |                |

|  | L. subcanens  |
|  |               |
|  | L. camurujipe |
|  |               |

|  | L. franciscana |
|  |                |
|  | L. sertaneja   |
|  |                |

|  | L. subcanens  |
|  |               |
|  | L. camurujipe |
|  |               |

Gatunek ten opisany został po raz pierwszy w 1917 roku przez Cândido Firmino de Mello-Leitão na łamach zoologicznej serii czasopisma „Brotéria”. Holotypowa samica pochodziła z Campina Grande w stanie Paraíba. W 2023 roku Rogério Bertani dokonał redeskrypcji L. parahybana i zsynonimizował z nią L. acanthognatha.
Wyniki przeprowadzonej przez Bertaniego w 2023 roku analizy kladystycznej wskazują na zajmowanie przez omawiany gatunek pozycji siostrzanej dla L. benedeni.

## Morfologia

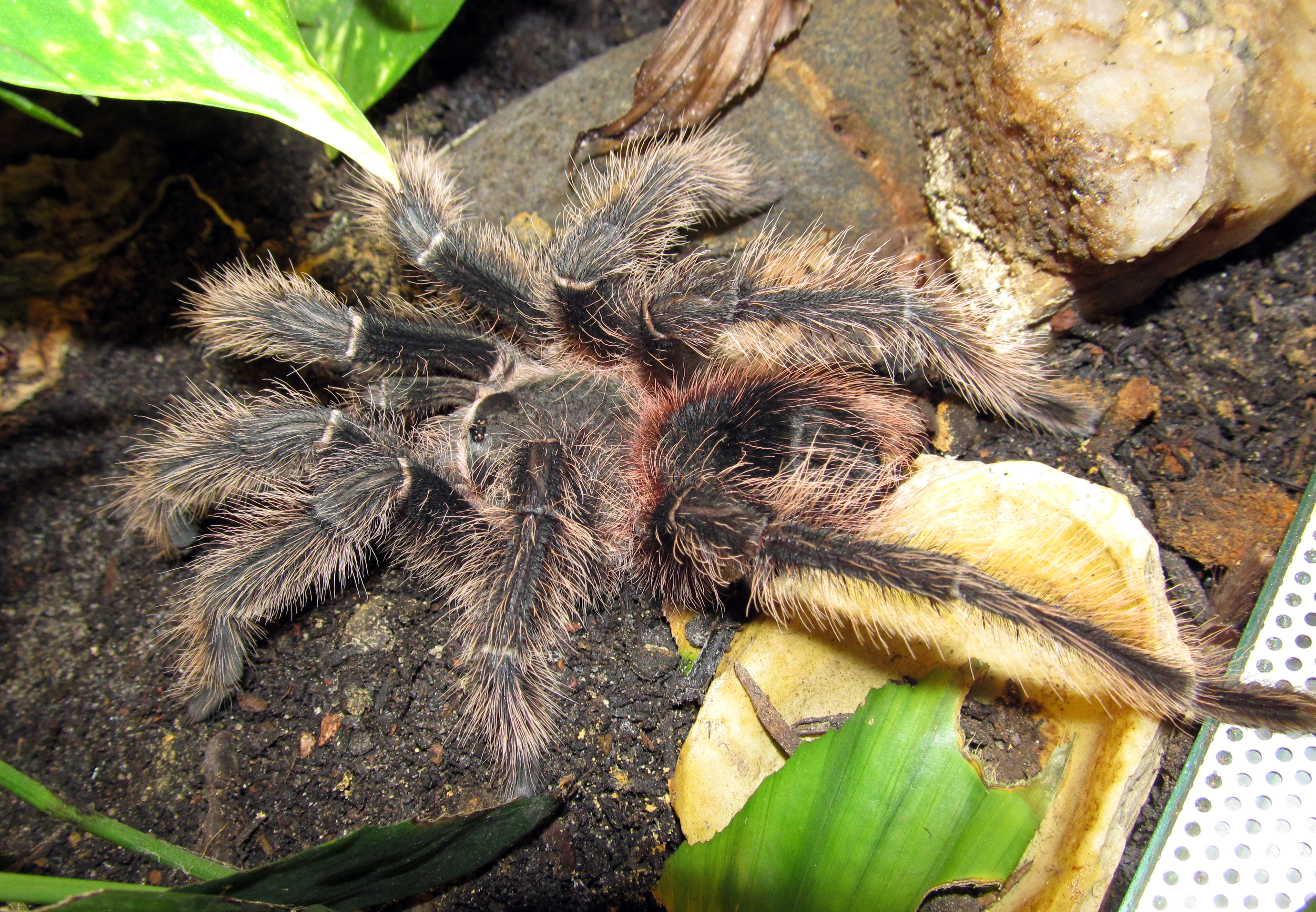
Dorosły samiec

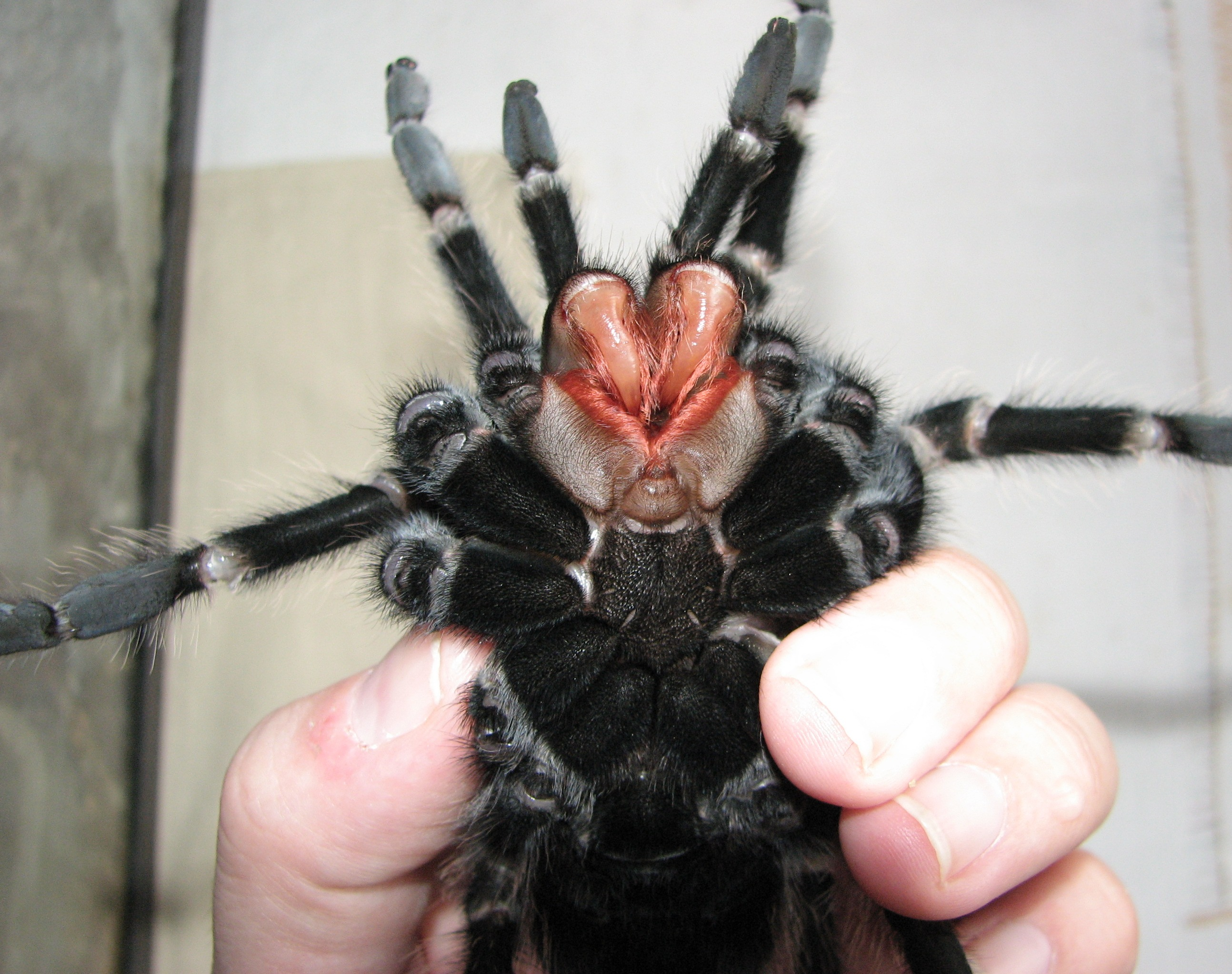
Widok od spodu

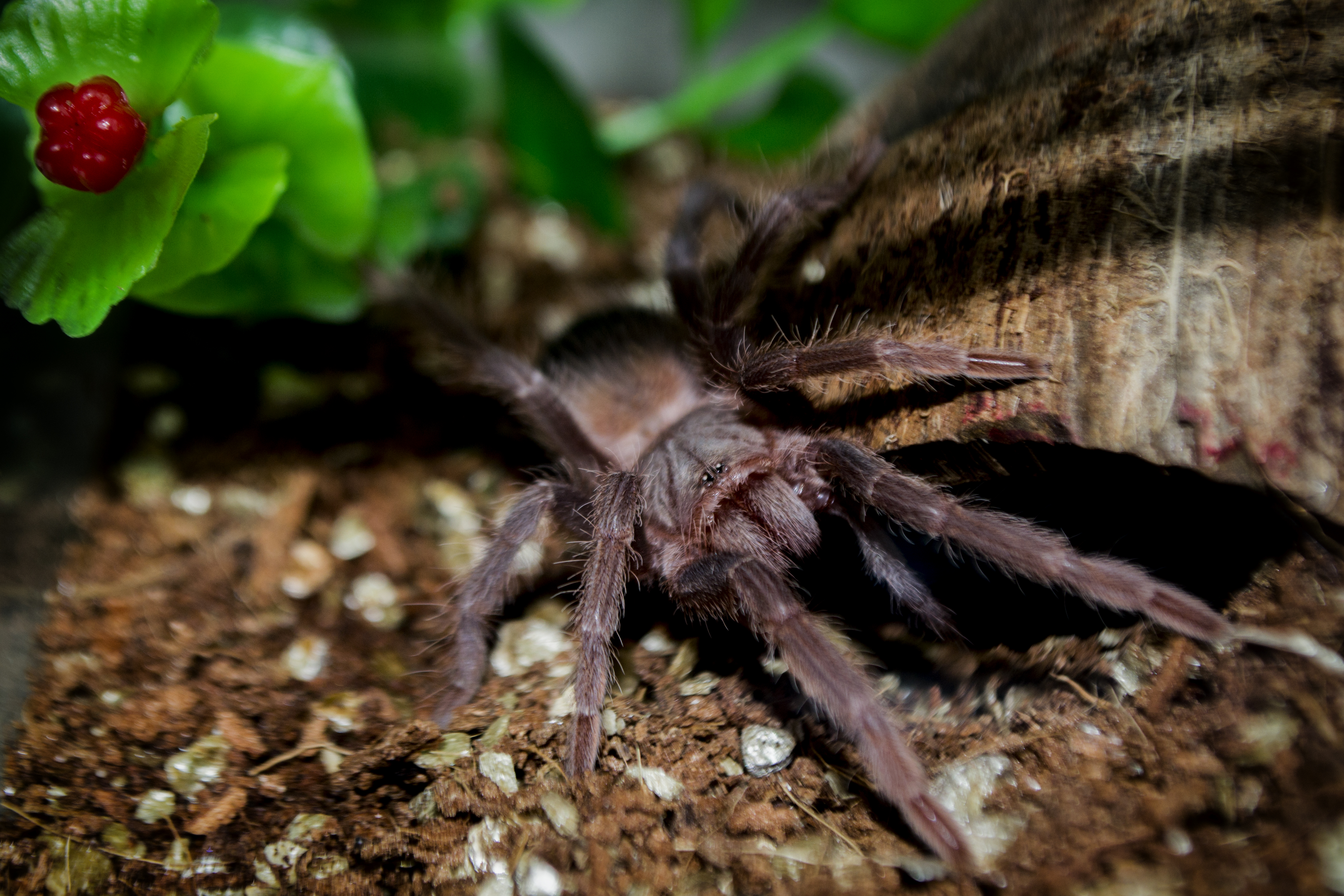
Osobnik młodociany, po szóstej wylince

Należy do największych pająków; samice osiągają do 10 cm długości ciała, a samce do 30 cm rozpiętości odnóży.
Karapaks jest czarny lub ciemnoszary, z wierzchu, zwłaszcza na krawędziach porośnięty krótkimi, beżowymi, różowobeżowymi lub szarawymi szczecinkami. Oczy pary przednio-środkowej są okrągłe, równe rozmiarami oczom pary przednio-bocznej i położone bardziej z tyłu niż one. Oczy par bocznych mają jednakowe rozmiary i owalny kształt. Małe, owalne oczy pary tylno-środkowej leżą bardziej z przodu niż pary tylno-bocznej. Szczękoczułki są czarne z jasnobrązowymi szczecinkami, u samca zaopatrzone w 11, a u samicy w 12 zębów na przedniej krawędzi bruzdy, u obu płci ponadto z drobnymi ząbkami u jej nasady. Szczęki i warga dolna mają rudobrązowe ubarwienie. Rudobrązowe sternum i spody bioder porastają krótkie, jedwabiste, czarniawe szczecinki.
Odnóża są czarne z rzadkimi szczecinkami barwy takiej jak na karapaksie, z jaśniejszymi paskami na udach, rzepkach, goleniach i nadstopiach, a u części populacji także z białawymi obrączkami na szczytach członów. Pierwsza i czwarta para odnóży są najdłuższe, a trzecia najkrótsza. Kolcopodobne szczecinki aparatu strydulacyjnego na tylno-bocznych powierzchniach szczęk ograniczone są do ich rejonów górnych, gdzie przemieszane są z pierzastymi. Biodra pierwszej i drugiej pary mają szpatułkowate szczecinki strydulacyjne na powierzchniach przednio-bocznych, biodra pierwszej i trzeciej pary szczecinki pierzaste i drobne kolcowate na powierzchniach tylno-bocznych, a szczecinki strydulacyjne biodra trzeciej i czwartej pary są bardzo cienkie. Stopy wszystkich par oraz nadstopia pary pierwszej i drugiej mają skopule na całej długości, natomiast nadstopia pary trzeciej mają je na połowie długości, a pary czwartej w odsiebnej ćwiartce u samicy i odsiebnej 1/5 u samca.
Opistosoma (odwłok) jest czarna, obficie porośnięta długimi szczecinkami barwy żółtawej, beżowej, różowobeżowej, rudej lub jaskrawoczerwonej. U obu płci obecne są włoski drażniące typu I i III.
Nogogłaszczki samca mają gruszkowaty bulbus z nieco krótszym od tegulum, w części odsiebnej lekko spłaszczonym bocznie, na krótkim szczycie zgrubiałym embolusem o ząbkowanym i z tyłu podzielonym kilu retrolateralnym. Genitalia samicy zawierają dwie bardzo krótkie, oddzielone silnie zesklerotyzowanym rejonem spermateki o szypułkach węższych niż części nabrzmiałe.

## Występowanie i zachowanie
Gatunek neotropikalny, endemiczny dla wschodniej Brazylii, znany ze stanów Piauí, Ceará, Rio Grande do Norte, Paraíba, Pernambuco i Alagoas. Istnieje także wątpliwe doniesienie z Mato Grosso. Pająk ten zasiedla formację Mata Atlântica oraz niewielkie obszary lesiste w obrębie ekoregionu caatingi.
Ptasznik naziemny, sam wykopujący nory lub wykorzystujący gotowe kryjówki – osobniki młodociane kryjówek szukają pod kamieniami, kawałkami kory i butwiejącymi kłodami, dorosłe zaś w norach ssaków i wśród korzeni drzew, chętnie figowców. Schronienie wyściełane jest przędzą. Aktywny jest zarówno nocą, jak i za dnia. Od zajętych kryjówek oddala się nawet na kilkadziesiąt metrów w poszukiwaniu pokarmu.
Zaniepokojony pająk wyczesuje włoski z opistosomy lub przybiera postawę obronną z uniesioną prosomą i przednimi odnóżami oraz rozchylonymi szczękoczułkami. Gdy postawa nie wystarcza przystępuje on do uderzania napastnika przednimi odnóżami, a w ostateczności do kąsania.

## Hodowla

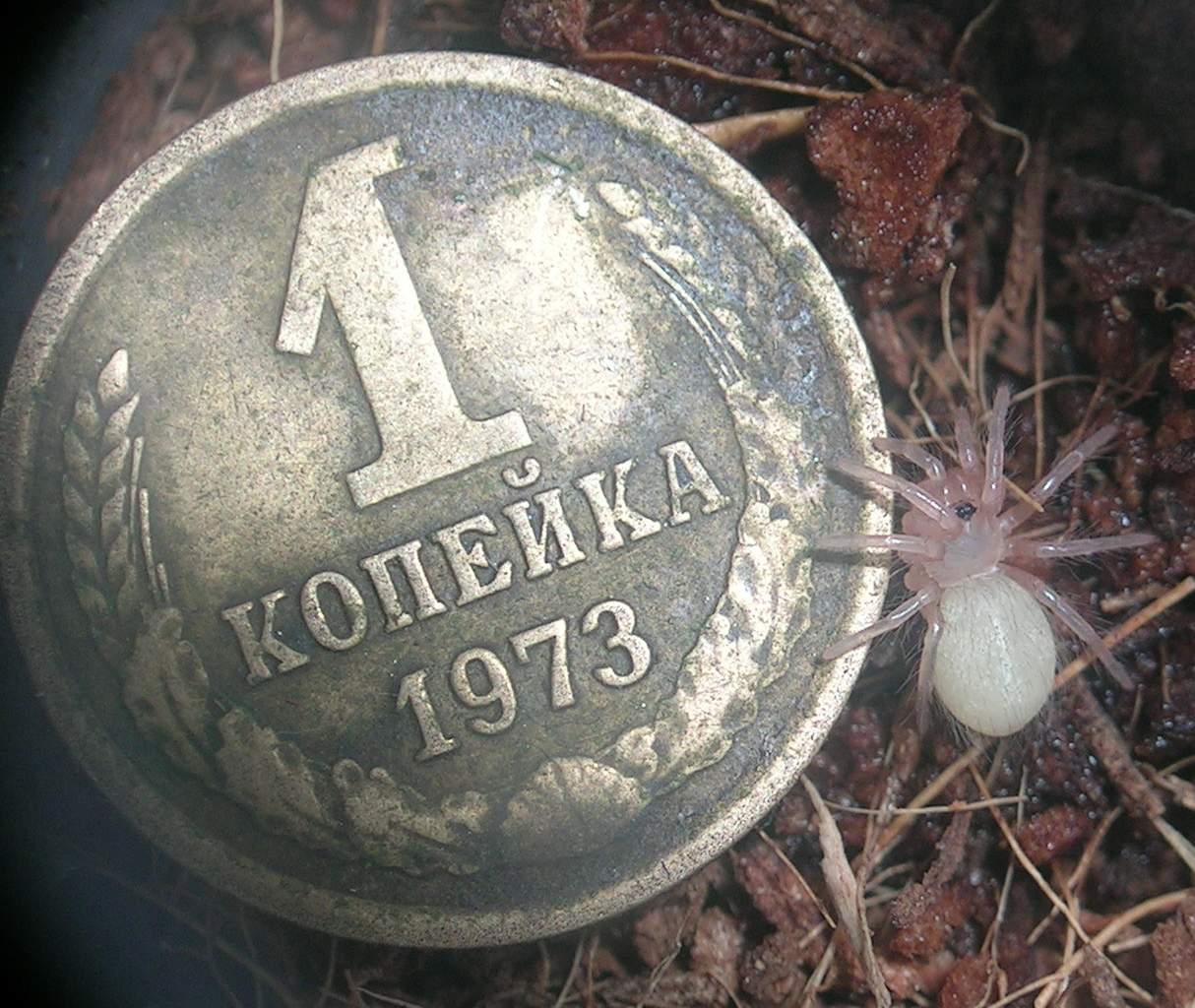
Nimfa II stadium

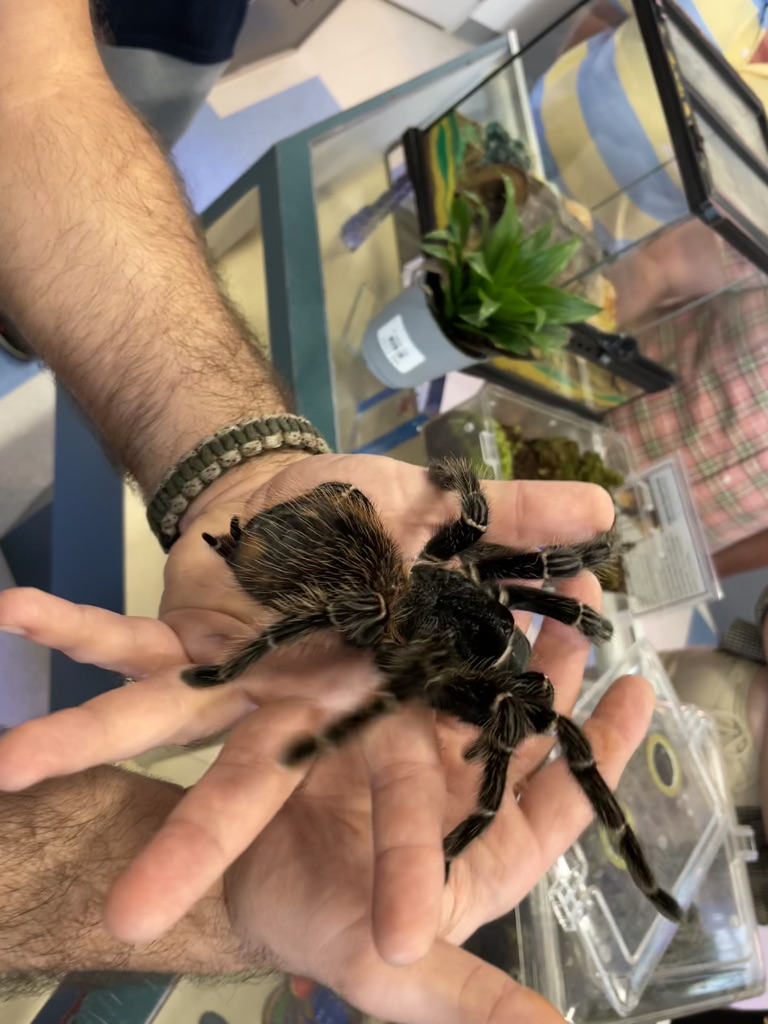
Pająk na dłoni

Ptasznik naziemny, wymagający poziomego terrarium o minimalnych wymiarach 40×30×30 cm zaopatrzonego w co najmniej 6–8 cm warstwę podłoża, miskę z wodą i obszerną kryjówkę. Zaleca się utrzymywanie temperatury między 22 a 28 °C oraz wilgotności w okolicach 70–75%. Temperament jest różny u poszczególnych osobników, dominują jednak takie o agresywnym usposobieniu.
Zwykle samce osiągają dojrzałość płciową po około dwóch, a samice po około trzech latach. Samice zdolne są do rozrodu przy około 75 mm długości ciała. Dopuszczanie jest stosunkowo łatwe. Kokon wytwarzany jest zwykle po 40–50 dniach od kopulacji i zawierać może do 2000 jaj, choć zazwyczaj zawiera ich między 500 a 700. Nimfy wylęgają się po około 12 tygodniach.